# Alex Haley

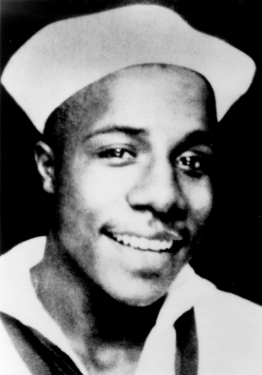
Alex Haley

Alexander Palmer Haley (Ithaca (New York), 11 augustus 1921 – Seattle (Washington), 10 februari 1992) was een Amerikaans schrijver en journalist. Zijn belangrijkste werken zijn The Autobiography of Malcolm X, waarvan hij de ghostwriter was, en Roots: The Saga of an American Family, waarin hij de mondeling overgeleverde geschiedenis van zijn familie vertelde.
Haley groeide op in het zuiden van de Verenigde Staten in een familie die van Afrikaanse, Ierse en Cherokese afkomst was. In 1939 nam hij dienst bij de kustwacht, waar hij 20 jaar werkzaam zou blijven. Na de Tweede Wereldoorlog werd hij journalist bij de kustwacht, en na zijn pensionering in 1959 werkte hij voor Reader's Digest.
Voor Playboy Magazine maakte hij het eerste interview ooit in dat blad in september 1962, met jazzlegende Miles Davis. Davis sprak in dit interview over zijn ervaringen met en gedachten over racisme. Haley interviewde later Dr. Martin Luther King voor hetzelfde blad, het langste interview dat dominee King ooit afgaf. Haley werd verantwoordelijk voor diverse opzienbarende andere interviews voor Playboy Magazine, waaronder dat met de leider van de American Nazi Party George Lincoln Rockwell. Rockwell wilde Haley pas spreken nadat deze hem in een telefoongesprek had verzekerd niet joods te zijn. Tijdens het gesprek had Rockwell een geladen pistool op tafel voor zich liggen, welk feit door Haley met professionaliteit en kalmte werd genegeerd. In het interview met Muhammad Ali meldde Ali voor het eerst zijn naam Cassius Clay te zullen veranderen. 
Het interview met Malcolm X in 1963 zou leiden tot de samenwerking waarin Haley de autobiografie van Malcolm X zou schrijven. Het boek, The Autobiography of Malcolm X werd in 1965 gepubliceerd, en zou later door Time Magazine worden genoemd als een van de tien belangrijkste boeken van de twintigste eeuw. 
In 1976 publiceerde Haley Roots: The Saga of an American Family, in het Nederlands uitgegeven als Roots, wij zwarten, op basis van de geschiedenis van zijn eigen familie, die was teruggetraceerd tot de Mandinka Kunta Kinte die in 1767 in Gambia door slavenhandelaren was gevangen en in Amerika als slaaf werd verkocht. Het boek had tien jaar voorbereiding en onderzoek gekost, waarbij Haley meermalen in Gambia is geweest. Van een griot had hij aldaar de mondeling overgeleverde geschiedenis van Kunta Kinte vernomen, waarna hij dit kon verbinden aan zijn eigen familiegeschiedenis. Roots werd in 37 talen vertaald, won een Pulitzerprijs en werd verfilmd tot een miniserie. Voor Amerikanen van Afrikaanse afkomst was Roots het bewijs dat er in veel gevallen meer informatie over hun afkomst was dan tot dan toe werd aangenomen.
In 1978 werd Haley beschuldigd van plagiaat bij het schrijven van Roots. Na een rechtszaak kwam het tot een schikking, waarbij Haley 650.000 dollar betaalde aan Harold Courlander, uit wiens boek The African hij grote stukken had overgenomen. In 1988 volgde een tweede aanklacht van Margaret Walker die beweerde dat Haley het copyright van haar boek Jubilee had geschonden. Haar claim werd echter door de rechtbank afgewezen.
In de late jaren tachtig begon Haley aan het uitwerken van de genealogie van een andere tak van zijn familie, die van zijn grootmoeder Queen. Na Haleys dood werd het boek door David Stevens afgemaakt en uitgegeven als Alex Haley's Queen. In 1993 werd dit boek verfilmd.
Haleys werk was niet altijd zonder controverse. Zowel in Roots als in de autobiografie van Malcolm X zou hij feiten en fictie vrijelijk hebben gemengd. Haley gaf toe dat Roots voor een flink deel fictie was, maar de familiefeiten waaronder zijn afstamming van Kunta Kinte, via diens dochter Kizzy en haar zoon George, diens zoon Tom en diens dochter Cynthia claimde hij als correct. Bekende genealogen toonden later echter aan dat er te veel onjuistheden zaten in het verhaal, zo zou Toby (slavennaam van Kunta Kinte) al ver voor de geboorte van Kizzy zijn overleden. Ook werd gesuggereerd dat de griot die in Gambia Haleys verhaal had bevestigd was gecoacht om een dergelijk verhaal te vertellen. Desondanks blijft Roots een indrukwekkend verhaal over Amerika's slavernijverleden.
- Bibsys: 90085207
- Biblioteca Nacional de España: XX1641407
- Bibliothèque nationale de France: cb11906723w (data)
- Catàleg d'autoritats de noms i títols de Catalunya: 981058518859806706
- CiNii: DA01833001
- Gemeinsame Normdatei: 128558695
- International Standard Name Identifier: 0000 0001 2141 3152
- Library of Congress Control Number: n78089814
- Nationale Bibliotheek van Letland: 000004559
- National Archives and Records Administration: 10581492
- Bibliotheek van het Japanse parlement: 00442191
- Nationale Bibliotheek van Tsjechië: jn20000602772
- Nationale bibliotheek van Australië: 35162679
- Nationale Bibliotheek van Israël: 987007262351705171
- Nationale Bibliotheek van Polen: a0000001101799
- Nationale en Universitaire bibliotheek Zagreb: 000053511
- Nederlandse Thesaurus van Auteursnamen: 068996861
- Réseau des bibliothèques de Suisse occidentale: 02-A003341925
- Istituto Centrale per il Catalogo Unico: CFIV098068
- SNAC: w6xj0gb0
- Système universitaire de documentation: 026912597
- Virtual International Authority File: 80007399
- WorldCat: E39PBJc3ChhbJ6TPdvBF4fdRKd